# Valdimar Þór Ingimundarson
Valdimar Þór Ingimundarson (Reykjavík, 28 aprile 1999) è un calciatore islandese, centrocampista del Víkingur.

## Carriera

### Club
Cresciuto nelle giovanili del Fylkir, Ingimundarson ha debuttato in Úrvalsdeild in data 11 luglio 2016, subentrando a Sito Seoane nella vittoria per 1-4 sul campo del Þróttur, sfida in cui ha trovato anche la prima rete nella massima divisione locale. Alla fine di quella stessa stagione, la squadra è retrocessa in 1. deild karla.
Il Fylkir ha riconquistato la promozione in Úrvalsdeild al termine del campionato 2017. Ingimundarson è rimasto in forza al club fino al 2020, totalizzando 71 presenze e 20 reti in campionato.
Il 16 settembre 2020, i norvegesi dello Strømsgodset hanno reso noto l'ingaggio di Ingimundarson, che si è legato al nuovo club fino al 31 dicembre 2023. Ha scelto di vestire la maglia numero 23.
Il 20 settembre ha esordito quindi in Eliteserien, sostituendo Tobias Fjeld Gulliksen nel pareggio per 0-0 in casa del Sandefjord. Il 25 ottobre 2020 ha realizzato il primo gol, nella sconfitta per 2-1 patita sul campo del Molde.
Il 25 gennaio 2022 è passato al Sogndal, a titolo definitivo: ha firmato un contratto valido fino al 31 dicembre 2024.

### Nazionale
Ingimundarson ha esordito per l'Islanda under 21 il 12 ottobre 2019, subentrando a Jón Dagur Þorsteinsson nella sconfitta per 5-0 subita contro la Svezia.
Il 18 marzo 2021, Ingimundarson è stato scelto tra i convocati per la prima parte del campionato europeo Under-21, originariamente previsto in estate ma, a causa della pandemia di COVID-19, la nuova formula prevedeva una fase a gironi da disputarsi nel mese di marzo, mentre la fase finale era prevista in estate.

## Statistiche

### Presenze e reti nei club
Statistiche aggiornate all'11 novembre 2022.
| Stagione            | Club                | Campionato          | Campionato | Campionato | Coppe nazionali | Coppe nazionali | Coppe nazionali | Coppe continentali | Coppe continentali | Coppe continentali | Supercoppe | Supercoppe | Supercoppe | Totale | Totale |
| Stagione            | Club                | Comp                | Pres       | Reti       | Comp            | Pres            | Reti            | Comp               | Pres               | Reti               | Comp       | Pres       | Reti       | Pres   | Reti   |
| ------------------- | ------------------- | ------------------- | ---------- | ---------- | --------------- | --------------- | --------------- | ------------------ | ------------------ | ------------------ | ---------- | ---------- | ---------- | ------ | ------ |
| 2016                | Fylkir              | UD                  | 3          | 1          | CI              | 1               | 0               | -                  | -                  | -                  | -          | -          | -          | 4      | 1      |
| 2017                | Fylkir              | 1D                  | 18         | 3          | CI              | 3               | 0               | -                  | -                  | -                  | -          | -          | -          | 21     | 3      |
| 2018                | Fylkir              | UD                  | 15         | 2          | CI              | 1               | 0               | -                  | -                  | -                  | -          | -          | -          | 16     | 2      |
| 2019                | Fylkir              | UD                  | 21         | 6          | CI              | 3               | 3               | -                  | -                  | -                  | -          | -          | -          | 24     | 9      |
| gen.-set. 2020      | Fylkir              | UD                  | 14         | 8          | CI              | 1               | 0               | -                  | -                  | -                  | -          | -          | -          | 15     | 8      |
| Totale Fylkir       | Totale Fylkir       | Totale Fylkir       | 71         | 20         |                 | 9               | 3               |                    | -                  | -                  |            | -          | -          | 80     | 23     |
| set.-dic. 2020      | Strømsgodset        | ES                  | 11         | 2          | -               | -               | -               | -                  | -                  | -                  | -          | -          | -          | 11     | 2      |
| 2021                | Strømsgodset        | ES                  | 15         | 0          | CN              | 2               | 0               | -                  | -                  | -                  | -          | -          | -          | 17     | 0      |
| Totale Strømsgodset | Totale Strømsgodset | Totale Strømsgodset | 26         | 2          |                 | 2               | 0               |                    | -                  | -                  |            | -          | -          | 28     | 2      |
| 2022                | Sogndal             | 1D                  | 29         | 7          | CN              | 3               | 0               | -                  | -                  | -                  | -          | -          | -          | 32     | 7      |
| Totale              | Totale              | Totale              | 126        | 29         |                 | 14              | 3               |                    | -                  | -                  |            | -          | -          | 140    | 32     |

## Palmarès

### Club

#### Competizioni nazionali
- 1. deild karla: 1

Fylkir: 2017